# Jedrska fizika
Jêdrska fízika je veja fizike, ki preučuje atomsko jedro in z njim povezane pojave, kot so radioaktivnost, jedrska cepitev, jedrsko zlivanje ipd. Fizika jedra je skušala značilnosti jedra razložiti z modeli, kot so kapljični model atomskega jedra ali lupinski model jedra.
Fizika jedra je postavila podlago za številne uporabne tehnike, kot so jedrska magnetna resonanca, Mössbauerjeva spektroskopija, seveda pa tudi jedrska energija in jedrsko orožje. Težišče osnovnih raziskav pa se je v letih po 2. svetovni vojni preneslo na še manjše delce in na fiziko osnovnih delcev, uporabni del raziskav v povezavi z jedrskimi reaktorji pa se je razvil v svojo vejo, reaktorsko fiziko.

## Kratek zgodovinski pregled fizike jedra
- 1895 Wilhelm Conrad Röntgen odkrije rentgenske žarke
- 1896 Antoine Henri Becquerel odkrije radioaktivnost
- 1897 Joseph John Thomson odkrije elektron, kar pomeni, da imajo atomi notranjo zgradbo
- 1898 Pierre in Marie Curie odkrijeta radij
- 1904 Thomson postavi prvi model atoma kot kroglo s premerom 10−10 m, v kateri je pozitivni naboj zvezno porazdeljen, negativnega pa predstavljajo elektroni, ki v snovi s pozitivnim nabojem tičijo kot rozine v potici
- 1905 Albert Einstein formulira zamisel o ekvivalentnosti mase in energije
- 1911 Ernest Rutherford odkrije atomsko jedro in postavi tirni model atoma z atomskim jedrom
- 1913 Niels Bohr postavi model atoma
- 1913 Frederick Soddy odkrije izotope
- 1914 James Chadwick in Otto Hahn leta 1911 odkrijeta, da je energijski spekter razpada beta zvezen
- 1920 Arthur Stanley Eddington napove odkritje in mehanizem jedrskega zlivanja v zvezdah
- 1919 Rutherford odkrije proton in sproži jedrsko reakcijo z delci alfa
- 1929 Franco Rasetti odkrije, da ima atom dušika-14 jedrski spin 1 namesto 1⁄2
- 1932 Chadwick odkrije nevtron
- 1932 John Cockcroft in Thomas Walton sprožita jedrsko reakcijo s protoni iz pospeševalnika
- 1934 Frédéric Joliot-Curie in Irène Joliot-Curie izzoveta umetno radioaktivnost
- 1938 Hahn in Fritz Strassmann sprožita cepitev uranovega jedra
- 1939 Bohr predlaga »kapljični model« atomskega jedra
- 1942 Enrico Fermi izdela prvi jedrski reaktor
- 1945 ZDA izdelajo in uporabijo prvo jedrsko bombo
- 1948 Marie Goeppert-Meyer in Hans Jensen neodvisno predlagata »lupinski model« atomskega jedra
- 1950 Leo Rainwater združi kapljični in lupinski model atomskega jedra v enotno teorijo